# John Parr
Pour les articles homonymes, voir Parr.
Ne doit pas être confondu avec John Parr (musicien).
John Henry Parr, né à Church End (en) (Barnet) le 19 juillet 1897 et mort à Obourg (Belgique) le 21 août 1914 , est un soldat britannique présumé être le premier soldat du Commonwealth tué par l'ennemi au cours de la Première Guerre mondiale.

## Biographie
John Parr naît à Lichfield Grove, Finchley, maintenant dans l'arrondissement londonien de Barnet d'Edward et d'Alice Parr. Son père exerce la profession de laitier. Il est le plus jeune de onze enfants dont beaucoup sont morts avant leur quatrième anniversaire.
En quittant l'école, il prend un emploi de garçon boucher, puis est caddie de golf de North Middlesex Golf Club. Puis, comme beaucoup d'autres jeunes gens de l'époque, il est attiré par l'armée qui pourrait lui procurer un meilleur mode de vie, notamment par la certitude de recevoir deux repas par jour et d'avoir l'opportunité de voir le Monde.

### Carrière militaire
John Parr rejoint le 4e Bataillon du Middlesex Regiment (en) en 1912, âgé seulement de 15 ans, mais en affirmant avoir plus de 18 ans, l'âge minimum pour être engagé. Il est surnommé « Ole Parr », vraisemblablement en référence à Old Tom Parr.

#### Première Guerre mondiale
Soldat, Parr est un cycliste de reconnaissance, qui a donc la mission de rechercher des informations sur l'ennemi puis d'en faire rapport au commandant. Au début de la Première Guerre mondiale, en août 1914, son bataillon est envoyé de Southampton à Boulogne-sur-Mer, en France. Alors que l'armée allemande envahit la Belgique, l'unité de Parr prend position au bord du canal qui traverse Bettignies, un village situé à quelque treize kilomètres de la ville de Mons.

#### Mort
Le 21 août, Parr et un autre éclaireur cycliste sont envoyés au nord-est de Mons, à Obourg, village situé à proximité de la frontière franco-belge, avec pour mission de localiser l'ennemi. Il est vraisemblable qu'ils rencontrent une patrouille de cavalerie de la Première armée allemande, Parr reste en position afin de contenir l'ennemi tandis que son compagnon revient faire son rapport. C'est alors que John Parr est tué d'un coup de feu.
Après la première bataille de Mons, comme l'armée britannique recule vers une nouvelle position dans la Marne, le corps de Parr est laissé dans la région où il a été tué. Après un certain temps, sa mère écrit au régiment pour se renseigner sur son fils, mais, incapable de connaître sa position, il lui est répondu qu'il a été vraisemblablement capturé par l'ennemi, surtout qu'à l'époque, les militaires ne portaient pas d'étiquette d'identification. Les circonstances de sa mort demeurent floues. La ligne de front se situant 18 kilomètres de là, il existe une possibilité que John Parr ait été tué par des tirs amis plutôt que par ceux d'une patrouille allemande, où même qu'il soit mort au cours de la bataille de Mons du 23 août 1914.
Parr est enterré au cimetière militaire germano-britannique de Saint-Symphorien, au sud-est de Mons. L'âge indiqué sur sa pierre tombale est de vingt ans, l'armée ne connaissant pas son âge réel de dix-sept ans. Par coïncidence, George Edwin Ellison (en), le dernier soldat britannique mort pendant la Grande Guerre, est inhumé dans le même lieu de sépulture.